# Kosicze Małe
Kosicze Małe (biał. Малыя Косічы; ros. Малые Косичи) – wieś na Białorusi, w obwodzie brzeskim, w rejonie brzeskim, w sielsowiecie Telmy, przy drodze magistralnej M1 i w pobliżu granic Brześcia.
Siedziba parafii prawosławnej (w dekanacie brzeskim miejskim); znajduje się tu cerkiew pw. Świętych Apostołów Piotra i Pawła.
W dwudziestoleciu międzywojennym miejscowość leżała w Polsce, w województwie poleskim, w powiecie brzeskim, w gminie Kosicze. Po II wojnie światowej w granicach Związku Sowieckiego. Od 1991 w niepodległej Białorusi.